# شاپور ذوالاکتاف و مالکه
«شاپور ذوالاکتاف و مالکه» داستانی تاریخی دارای ۹۵ بیت در شاهنامه است. مکان این داستان تیسفون و یمن قدیم و زمان سدهٔ چهارم میلادی است. هنگامی که طایر غسانی شاه غسانیان به تیسفون تاخت، شاپور ذوالاکتاف او را هزیمت کرد. طایر با سپاهیانش در یمن پناه گرفت و شاپور آنان را به محاصره درآورد. پس از یک ماه که شاپور طایر و لشکریانش را در محاصره داشت و کاری از پیش نمی‌برد، روزی مالکه، دختر طایر، شاپور را دید و بدو دل باخت. پس دایهٔ خود را نزد شاپور فرستاد و پیغام داد اگر او را به زنی گیرد، در دژ را به روی سپاه وی بگشاید. شاپور پذیرفت و مالکه به عهد خود وفا کرد و شب هنگام پس از اینکه پدر و بزرگان را دست بسته نزد شاپور آوردند و طایر چون دریافت که دخترش در کار سقوط دژ دست داشته است به شاپور هشدار داد که از محبت مالکه ایمن نباشد. اما شاپور طایر را کشت و مالکه را گرامی داشت.